# (31849) 2000 EZ21
2000 EZ21 (asteroide 31849) é um asteroide da cintura principal. Possui uma excentricidade de 0.08220480 e uma inclinação de 21.26939º.
Este asteroide foi descoberto no dia 5 de março de 2000 por LINEAR em Socorro.